# Étienne-Auguste Krier
Étienne-Auguste Krier (Mareuil-sur-Ay, 11 febbraio 1875 – Rambouillet, 26 novembre 1953) è stato un pittore francese.

## Biografia

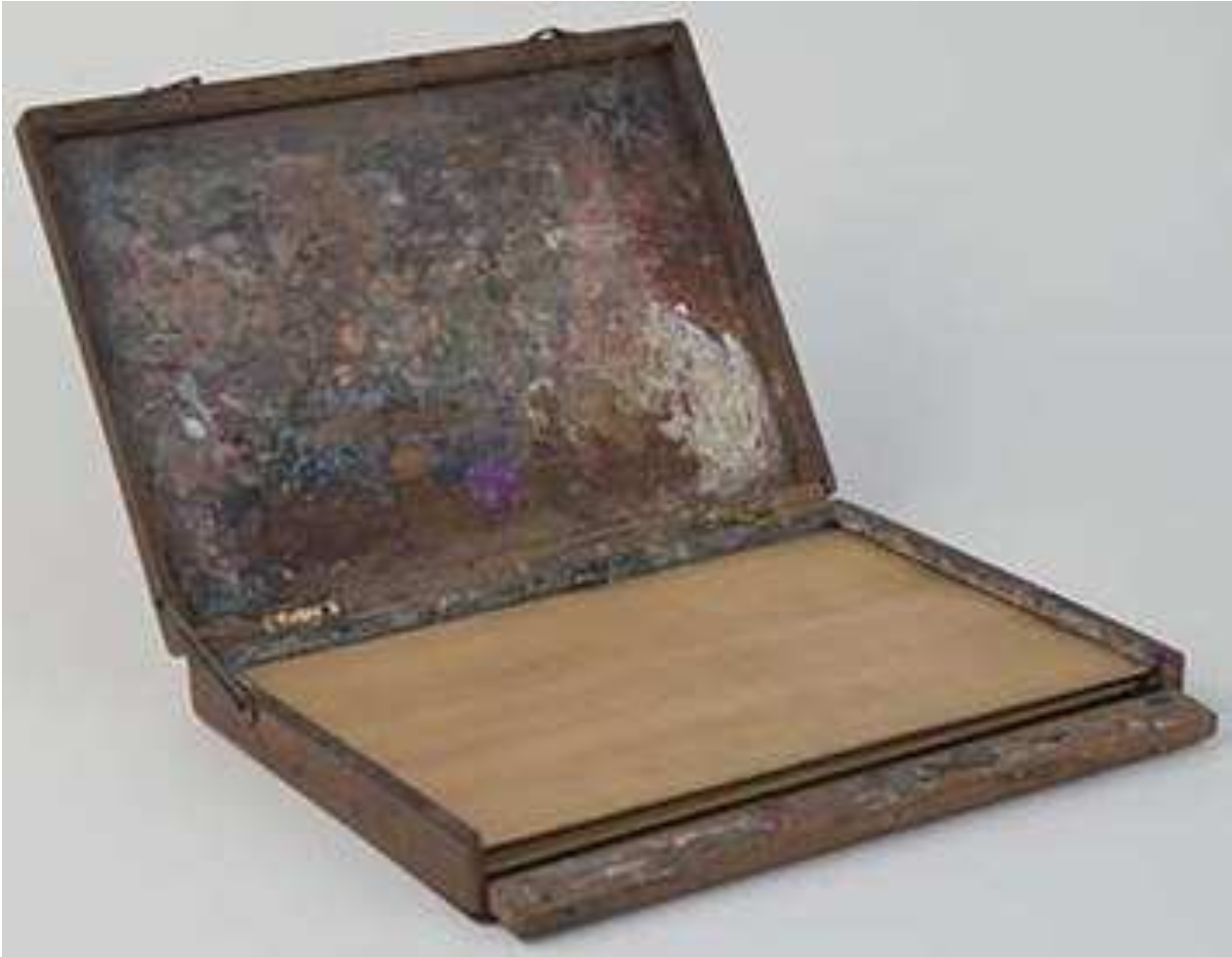
Scatola per tavolozze di colori di Étienne Auguste Krier

Figlio di Henri Auguste Krier e Marie Louise Dupuis, Étienne-Auguste Krier studiò pittura presso Léon Bonnat e cominciò ad esporre al Salon dal 1904.
Dopo lo scoppio della prima guerra mondiale, sposò Marcelle Lambrette il 30 luglio 1914 e cinque giorni dopo fu arruolato e assegnato al 48º reggimento di fanteria. Nell'ottobre dello stesso anno fu inviato al fronte. Promosso a caporale e poi sergente telegrafista, Krier disegnò e dipinse durante tutto il conflitto, utilizzando una vasta gamma di tecnice e materiali: matita, inchiostro, acquerello su fogli sciolti, in quaderni e su altri supporti. Alcune delle opere realizzate in trincea furono commissionate da superiori per allegare a rapporti, ma la gran parte della produzione artistica era destinata alla moglie, anch'essa pittrice, a cui dedicò la maggior parte dei suoi acquerelli e delle piccole tele. Nelle sue opere immortalò la vita militare, scorci del fronte e scene belliche.
Dopo essere stato congedato nel settembre 1918, tornò a Parigi e cominciò a insegnare storia.
Ricevette una menzione d'onore nel 1920, una medaglia d'argento nel 1924, il premio dell'associazione degli studenti di Bonnat nel 1930, il premio Rosa-Bonheur nel 1932, la medaglia d'oro nel 1934 e una medaglia di bronzo all'esposizione internazionale del 1937.
Morì a Rambouillet all'età di 78 anni.

## Galleria d'immagini

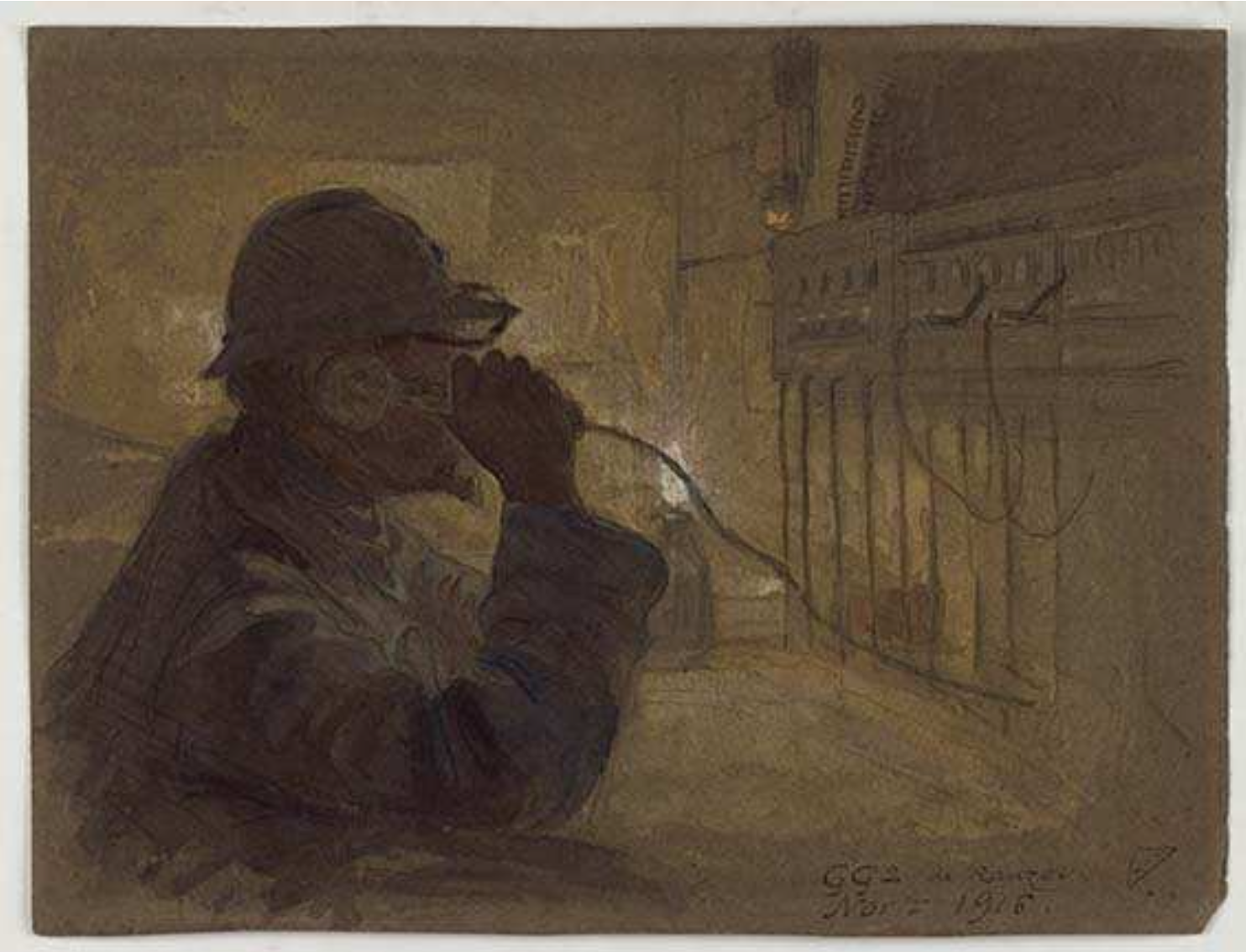
Telegrafista, acquerello su carta
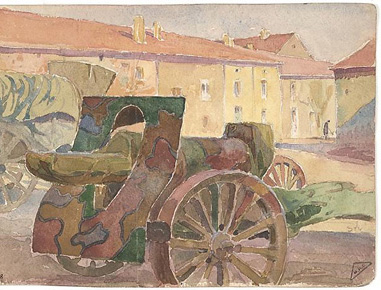
Puligny, 10 marzo 1918
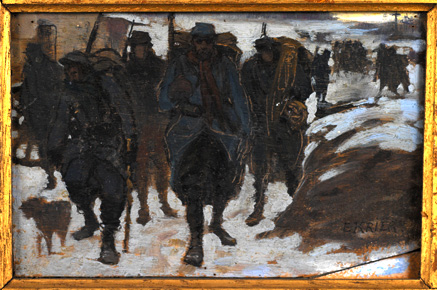
Soldati tornano dalle trincee all'alba (1915)